# Clase SIGMA
La Clase Sigma es una clase de corbetas y fragatas con capacidad para operar en aguas oceánicas.

## Diseño de serie
El diseño básico de las corbetas clase Sigma puede variar según el número y colocación de los distintos equipos ofrecidos por el fabricante. Los buques pueden variar en el número de equipos y en la disposición en que estos, están situados. De ahí viene el nombre de SIGMA, (Ship Integrated Geometrical Modularity Approach).
El número de proyecto de cada buque representa sus dimensiones, así el SIGMA 9113 significa que tiene 91 metros de eslora y 13 metros de manga, al igual que la SIGMA 10513, tiene 105 m de eslora y 13 m de manga.
El diseño es una mejora de la precoz idea que tuvo MARIN Teknikk AS en la década de 1970, el High Speed Displacement hull form.

## Usuarios

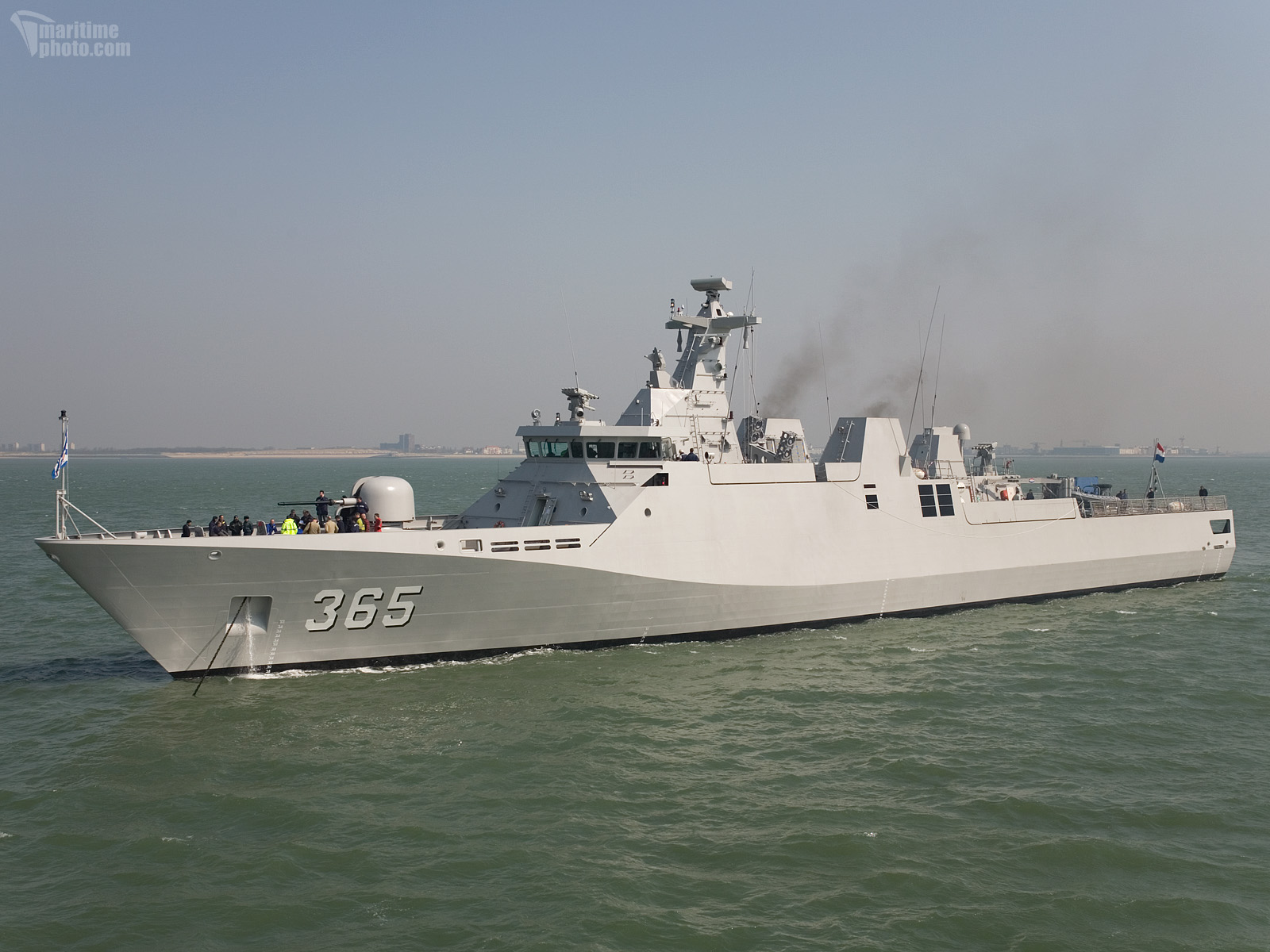
Buque indonesio KRI Diponegoro (365)

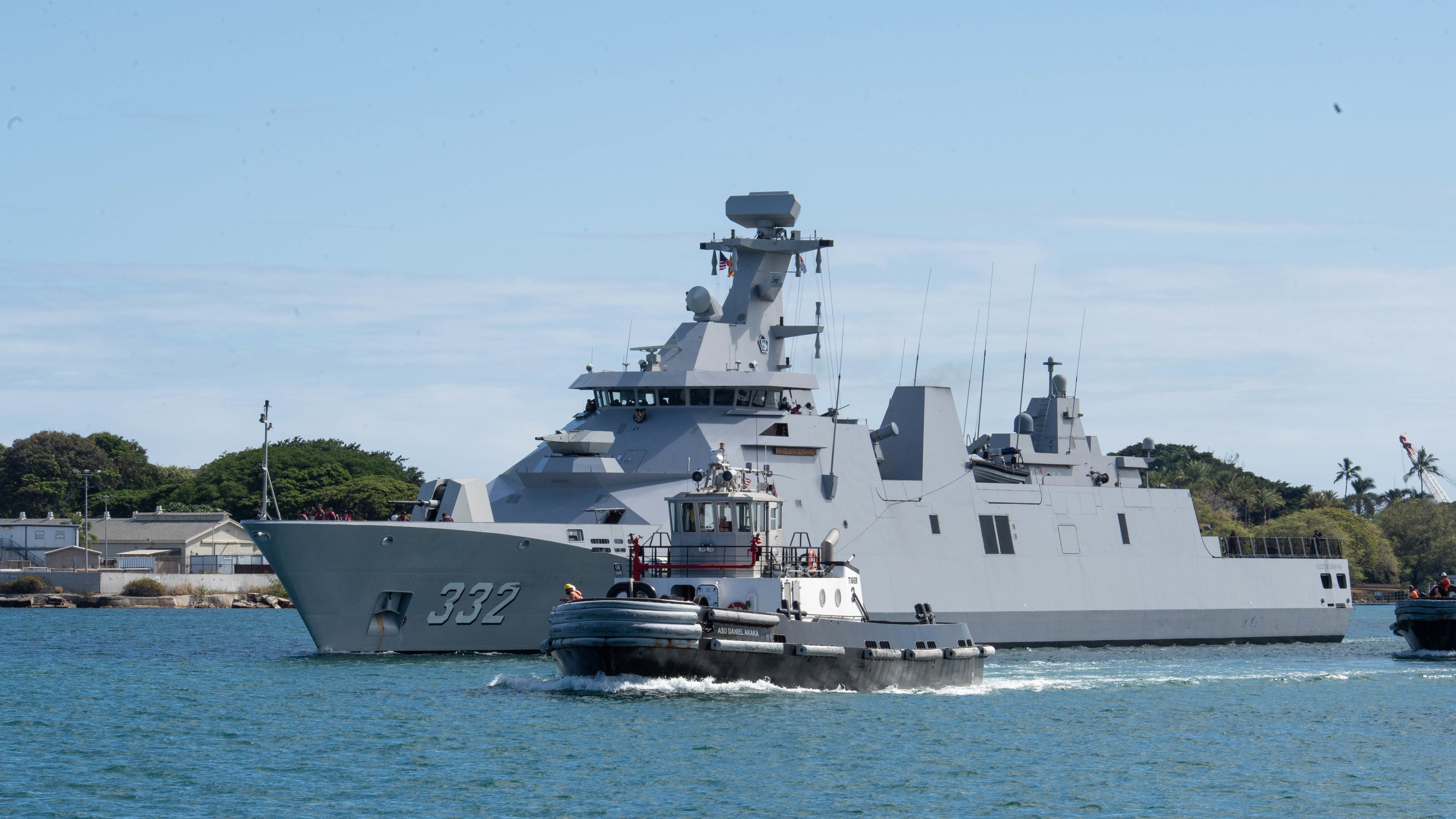
Buque indonesio KRI I Gusti Ngurah Rai (332)

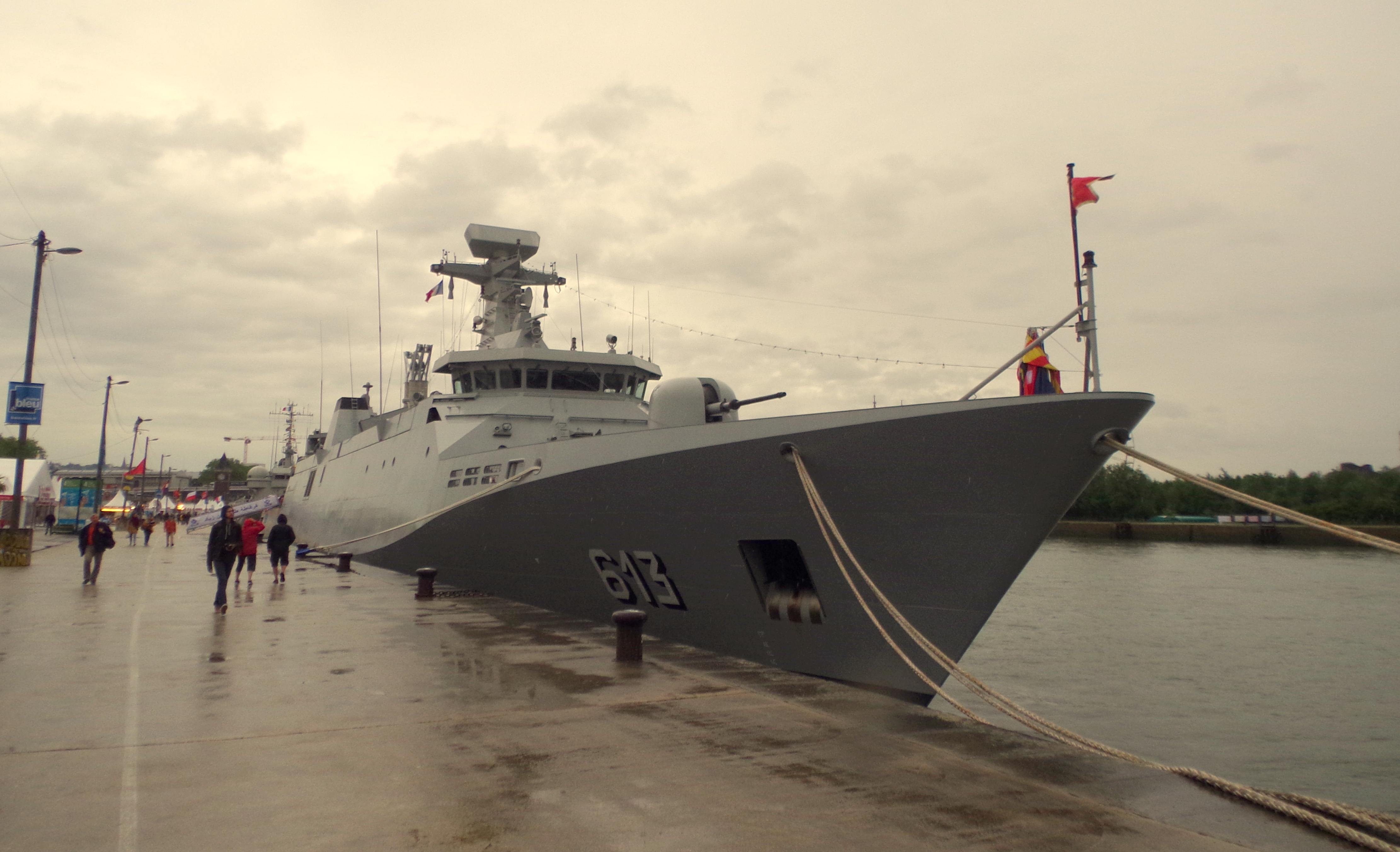
Buque marroquí Tarik Ben Ziyad (613)

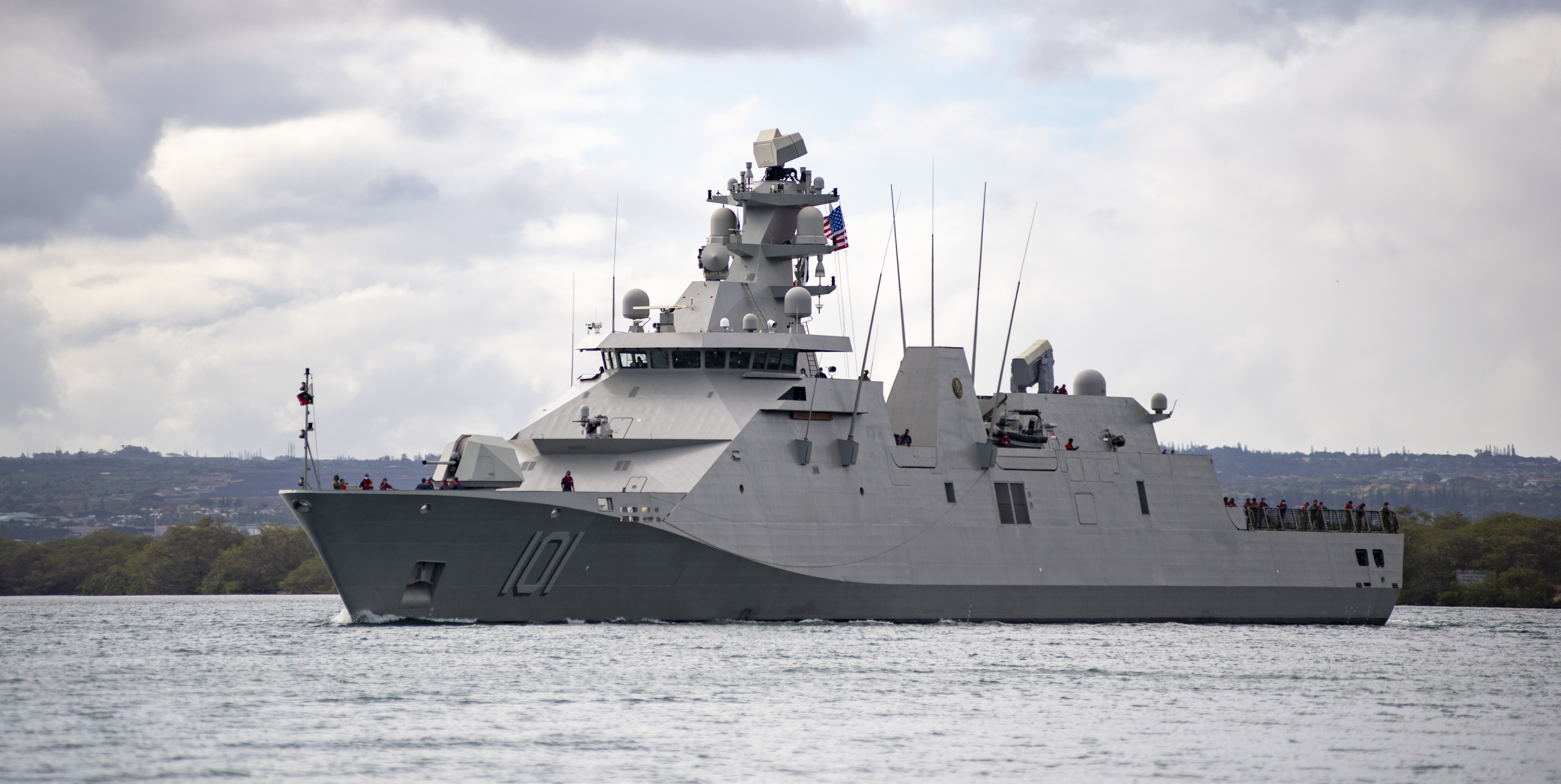
Buque mexicano ARM Benito Juárez (F 101)

- Colombia: El Ministerio de Defensa y la Armada Nacional de Colombia seleccionaron las fragatas multimisión Damen Sigma 10514 para reemplazar la flota de fragatas ligeras FS-1500 de la Clase Almirante Padilla en el marco del programa 'Plataforma Estratégica de Superficie (PES)'.                                                          A través de este programa la nación sudamericana, que tiene dos extensas costas y más de 808.158 km² de Zona Económica Exclusiva (ZEE), construirá en los astilleros de la Corporación de Ciencia y Tecnología para el Desarrollo de la Industria Naval Marítima y Fluvial (COTECMAR) ubicados en Cartagena de Indias, cinco buques en alianza con Damen, quien será el socio tecnológico que le provea el diseño del buque y transfiera conocimiento y tecnología para potenciar la industria astillera colombiana.
- Indonesia: Tiene cuatro corbetas del tipo 9113 en servicio desde 2009 y ha firmado un contrato para la construcción de una fragata del tipo 105 de manufactura local.
- Marruecos: Ha ordenado la construcción de 2 fragatas[3] de la clase 9813 (con VLS) y una fragata de la clase 10513 basada en un diseño modificado.
- México: El 17 de agosto de 2017, se inició la construcción de dos de los seis módulos que conforman la fragata SIGMA 10514 en el astillero de Vissingen, en Holanda, los restantes cuatro módulos se construirán en México; dando inicio oficialmente al programa de construcción de la fragata SIGMA en México. Como es costumbre en las fuerzas armadas mexicanas, debido al secretismo militar, no se han dado detalles sobre los sensores y armamento del que dispondrá el buque, ni la cantidad de buques a construir. Según el programa, se espera que entre junio y septiembre del 2018 se concluya la integración de todos los módulos, y para noviembre de ese año se pueda botar el buque, estando plenamente operativa para mediados del 2019

## Variante Colombiana
SIGMA 10514
Esta versión de las fragatas tendrán una longitud de 105,11 m, una manga de 14,2 m y un desplazamiento de aproximada de 2500 toneladas. El buque tiene una tripulación de aproximadamente 100 personas y cuenta con una cubierta de vuelo en popa desde donde se puede operar un helicóptero de 10 toneladas en operaciones diurnas y nocturnas y un hangar para helicópteros que puede alojar aeronaves de hasta 6 toneladas. Así mismo puede desplegar dos botes inflables de casco rígido (RHIB) para operaciones de patrulla e interdicción.
Según el render publicado por el Ministerio de Defensa de Colombia, estos buques estarán equipado con un paquete de armas y sensores compuesto por un radar de vigilancia 3D, sistemas de control de fuego para armamento guiado por radar y electroópticos, sonar montado en el casco, sistema de gestión de combate, un cañón de 76 mm, un sistema de defensa aérea de corto alcance (CIWS) del tipo Rheinmetall Oerlikon Millennium Gun, ocho misiles antibuque del tipo SSM-700K C-Star dispuestos en dos lanzadores cuádruples, una celda de 12 misiles antiaéreos de disparo vertical (VLS), seis torpedos dispuestos en dos lanzadores triples, sistemas de guerra electrónica ESM y ECM, dos lanzadores de señuelos y un sistema integrado de comunicación interna y externa.
También estará propulsada por un sistema de propulsión combinado diésel o eléctrico (CODOE) que incluye dos motores diésel de 10.000 kW, dos motores eléctricos de 1.300 kW, dos cajas de cambios y dos hélices de paso controlable de 3,55 metros.
Podrán alcanzar una velocidad máxima de 28 nudos (52 km/h) con una velocidad máxima de crucero de 18 nudos (33 km/h) con los cuales puede operar a una distancia de 3600 millas náuticas (6700 km).

## Variante Indonesia
SIGMA 9113
La variante indonesia está basada en el diseño de la Sigma 9113. El trabajo en el primer buque de la clase,KRI Diponegoro, comenzó en octubre de 2004. El buque fue bautizado el 16 de septiembre de 2006 y asignado el 2 de julio de 2007 por el almirante Slamet Soebijanto, jefe de Estado Mayor de la Marina de Indonesia.
Tras su entrega, se tomó la decisión de realizar el pedido de 2 unidades adicionales que tenían pactadas como opción y  el 3 de abril de 2006 comenzaron los trabajos para su construcción.
El 28 de agosto de 2007, un artículo de Jane's sobre Misiles y cohetes decía que Indonesia estaba teniendo problemas para conseguir la licencia de exportación para el MM-40 Exocet block II y estaban contemplando el C-802 chino como una de las posibles alternativas. Sin embargo, los buques fueron entregados con los misiles MM-40
SIGMA 10514
El 16 de agosto de 2010, el departamento de defensa de Indonesia, firmó un contrato con PT PAL Indonesia y Damen Schelde para la construcción de una fragata de 105 metros en Indonesia basada en la Damen Schelde Sigma 10514. La fragata estará equipada con un cañón principal de 100mm, 12 lanzadores verticales MICA de defensa antiaérea, 1 Bofors ASW lanzacohetes SR375A, misiles antibuque MM-40 Exocet block II, Torpedos, 1 Phalanx y un radar Smart-S MK2.
Dimensiones: 105 × 14 × 8,8 metros, Desplazamiento: 2400 t, Motor: 4 motores diésel con 9240 caballos de potencia, Velocidad máxima: 30 nudos, Velocidad de crucero: 18 nudos, velocidad eficiente: 14 nudos, Dotación: 120

## Variante marroquí
El 6 de febrero de 2008, Marruecos firmó un contrato por valor de 1200 millones  de USD$ con Schelde Naval Shipbuilding para la construcción de dos fragatas del tipo 9813 y una fragata del tipo 10513, ambas son versiones modificadas de las ya existentes corbetas en la clase Sigma pero de mayores dimensiones. Debido a su tonelaje (+2000t) son técnicamente consideradas fragatas.
SIGMA 10513
Dimensiones: 105,11 × 13,02 × 3,75 metros,
Desplazamiento: 2335 t
Motor: 2 motores diésel de una potencia máxima de 8910 kW,
Velocidad: 26 nudos,
Autonomía: 4000 millas náuticas a 18 nudos,
Dotación: 110,
SIGMA 9813
Dimensiones 97,91 × 13,02 × 3,75 metros,
Desplazamiento: 2075 t
Motor: 2 motores diésel de una potencia máxima de 8910 kW,
Velocidad: 26 nudos,
Autonomía: 4000 millas náuticas a 18 nudos,
Dotación: 91
La Marina Real Marroquí firmó otro contrato el 1 de abril de 2008 con Thales Nederland para el suministro e instalación del puesto de mando y control y un paquete de sensores para los barcos. El paquete incluye el sistema de gestión de combate táctico, Radar SMART Mk2, seguimiento por radar LIROD Mk2, Sonar acústico Thales KINGKLIP, Sistema IFF, un sistema de comunicación que comprende el sistema de comunicación externa y un sistema de comunicación interna FOCON, dos sistemas de designación de blancos, sistema VIGILE ESM, sistema SCORPION ECM, y un sistema de navegación integrado.

## Variante Mexicana
El 18 de agosto de 2017, Damen anunció la colocación de la quilla para un buque tipo Fragata SIGMA 10514 (SIGMA 10514 LROPV), Designación Armada de México: Patrulla Oceánica de Largo Alcance (POLA), en el Astillero Naval Damen Schelde en Flesinga. El buque se construirá modularmente en seis módulos, dos de los cuales se construirán en Flesinga y los otros cuatro en México. El buque contara con los siguientes sistemas:
 Sistemas Electrónicos de Detección 
- Radar: Raytheon Anschütz Synapsis y Thales SMART-S MK2 3D Radar.
- Sonar: Thales Captas-2.

 Sistema de Armas 
Según la notificación del 5 de enero de 2018 de la Agencia de Cooperación de Seguridad de Defensa (DSCA), los sistemas de armas principales para la Sigma 10514 LRP incluirán: 
- Misiles antibuque RGM-84L Harpoon Block II,
- Torpedos ligeros antisubmarino Mark 54 MAKO en dos tubos lanzatorpedos Mark 32 triples,
- Misiles RIM-162 ESSM.[14]
- Misiles RIM-116 RAM Block II y
- Cañón Bofors de 57 mm.[15]
- Cañón MK-38 Mod 3 25mm
- 6x Ametralladoras 12.7mm M2QCB

Además estará equipado con un helicóptero  MH-60 Seahawk y una lancha rápida.
SIGMA 10514 LROPV
| Desplazamiento  | Eslora        | Manga        | Calado      | Puntal      |
| --------------- | ------------- | ------------ | ----------- | ----------- |
| 2,600 toneladas | 107,50 metros | 14,02 metros | 3,90 metros | 8.75 metros |

El buque ya cuenta con designación de nombre y numeral
| Nombre            | Numeral | País de Abanderamiento | Clase            |
| ----------------- | ------- | ---------------------- | ---------------- |
| ARM Benito Juárez | F-101   | México                 | Clase Reformador |

## Barcos de la clase
Marina de Indonesia / Sigma 9113
| Nombre                   | Numeral | Ordenada          | Botada      | Asignada    |
| ------------------------ | ------- | ----------------- | ----------- | ----------- |
| KRI Diponegoro           | 365     | 24-Mar-2005       | 16-Sep-2006 | 5-Jul-2007  |
| KRI Hasanuddin           | 366     | 24-Mar-2005       | 16-Sep-2006 | 24-Nov-2007 |
| KRI Sultan Iskandar Muda | 367     | 8 de mayo de 2006 | 24-Nov-2007 | 18-Oct-2008 |
| KRI Frans Kaisiepo       | 368     | 8 de mayo de 2006 | 28-Jun-2008 | 7-Mar-2009  |

Marina de Indonesia / Sigma 10514
| Nombre             | Numeral | Ordenada      | Botada              | Asignada        |
| ------------------ | ------- | ------------- | ------------------- | --------------- |
| KRI RE Martadinata | 331     | Enero de 2014 | 21 de enero de 2016 | 2016 (previsto) |
| KRI IG Ngurah Rai  | 332     | s/d           | s/d                 | s/d             |

Marina real marroquí / Sigma 9813 & 10513 
| Nombre               | Numeral | Ordenada    | Botada      | Asignada    |
| -------------------- | ------- | ----------- | ----------- | ----------- |
| Tarik Ben Ziyad      | 613     | 15-Apr-2009 | 12-Jul-2010 | 10-Sep-2011 |
| Sultan Moulay Ismail | 614     | Mar-2009    | 4-Feb-2011  | 10-Mar-2012 |
| Allal Ben Abdellah   | 615     | Sep-2009    | Oct-2011    | 8-Sep-2012  |

Marina Armada de México / Sigma 10514 LRP
| Nombre         | Numeral | Ordenada    | Botada          | Asignada |
| -------------- | ------- | ----------- | --------------- | -------- |
| ARM Reformador | 101     | 17-Abr-2017 | Oct-2018 al 80% | Abr-2020 |